# Cotati
Cotati – miasto w Stanach Zjednoczonych, w stanie Kalifornia, w hrabstwie Sonoma. Według spisu ludności przeprowadzonego przez United States Census Bureau w roku 2010, w Cotati mieszka 7265 mieszkańców.